# Чаплино (Кисельнинское сельское поселение)
Ча́плино — деревня в Кисельнинском сельском поселении Волховского района Ленинградской области.

## История
На карте Санкт-Петербургской губернии Ф. Ф. Шуберта 1834 года упоминается деревня Чаплин, состоящая из 50 крестьянских дворов.

ЧАПЛИНО — деревня принадлежит графу Паскевичу-Эриванскому, число жителей по ревизии: 136 м. п., 134 ж. п. (1838 год)

На карте профессора С. С. Куторги 1852 года отмечена деревня Чаплин из 50 дворов.

ЧАПЛИНО — деревня княгини Волконской, по просёлочной дороге, число дворов — 45, число душ — 121 м. п. (1856 год)

ЧАПЛИНО — деревня владельческая при колодцах, число дворов — 55, число жителей: 116 м. п., 139 ж. п.; Волостное правление. Обывательская станция. (1862 год)

Сборник Центрального статистического комитета описывал её так:

ЧАПЛИНА (ЧАПЛИН) — деревня бывшая владельческая, дворов — 56, жителей — 256; Часовня, лавка, постоялый двор. (1885 год)

В деревне также проживали староверы-федосеевцы.
В 1865 году временнообязанные крестьяне деревни выкупили свои земельные наделы у княгини А. И. Волконской и стали собственниками земли.
Согласно материалам по статистике народного хозяйства Новоладожского уезда 1891 года имение при селениях Чаплино, Пали и Веготы площадью 14 718 десятин принадлежало жене коллежского асессора Н. В. Зуровой, имение было приобретено в 1885 году за 90 000 рублей.
В конце XIX века деревня административно относилась к Песоцкой волости 1-го стана Новоладожского уезда Санкт-Петербургской губернии, в начале XX века — 4-го стана.

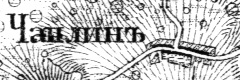
Деревня Чаплино на карте 1915 года

Согласно военно-топографической карте Петроградской и Новгородской губерний 1915 года деревня называлась Чаплин.
С 1917 по 1923 год деревня Чаплино входила в состав Чаплинского сельсовета Песоцкой волости Новоладожского уезда.
С 1923 года в составе Шумской волости Волховского уезда.
Согласно данным переписи населения СССР 1926 года в деревне Чаплино проживали 298 человек — все русские.
С 1927 года в составе Волховского района.
В 1928 году население деревни Чаплино также составляло 298 человек.
По данным 1933 года деревня называлась Чаплино и являлась административным центром Чаплинского сельсовета Волховского района, в который входили 10 населённых пунктов, деревни: Винная Речка, Выдрино, Гнилка, Голтово, Кипуя, Лужа, Монастырёк, Пали, Пурово, Чаплино, общей численностью населения 2134 человек.
По данным 1936 года в состав Чаплинского сельсовета входили 9 населённых пунктов, 413 хозяйств и 8 колхозов.

План деревни Чаплино. 1941 год

Согласно топографической карте РККА 1941 года деревня называлась Чаплин и насчитывала 59 дворов. На восточной окраине деревни находилась церковь.
В 1961 году население деревни Чаплино составляло 139 человек.
По данным 1966 года деревня Чаплино входила в состав Чаплинского сельсовета и была его административным центром.
По данным 1973 и 1990 годов деревня Чаплино также входила в состав Чаплинского сельсовета Волховского района, административным центром сельсовета была деревня Кисельня.
В 1997 году в деревне Чаплино Кисельнинской волости проживали 122 человека, в 2002 году — 82 человека (русские — 93 %).
В 2007 году в деревне Чаплино Кисельнинского СП — 85 человек.

## География
Деревня расположена в западной части района на автодороге 41К-387 (Чаплино — Голтово), к северу от автодороги Р21 (E 105) «Кола» (Санкт-Петербург — Петрозаводск — Мурманск), к западу от центра поселения, деревни Кисельня.
Расстояние до административного центра поселения — 10 км. Расстояние до районного центра — 30 км.
Расстояние до ближайшей железнодорожной станции Войбокало — 20 км.
Через деревню протекает Гнилой ручей.

## Демография
| 1862 | 2007 | 2010 | 2017 |
| ---- | ---- | ---- | ---- |
| 255  | ↘85  | ↘65  | ↗90  |

### Национальный состав
Согласно данным Всероссийской переписи населения 2021 года в деревне проживали 57 человек, все русские.

## Улицы
мкр Полевой.